# Nova Olinda (Ceará)
Nova Olinda é um município do estado do Ceará, Brasil. Localiza-se na microrregião do Cariri, mesorregião do Sul Cearense, Região Metropolitana do Cariri. Sua população é de 15.798 habitantes, conforme estimativa do IBGE de 2021. Foi criado em 1957 e sua área é de 284,404 km².

## História
Primitivamente chamou-se Tapera, porém em razão do seu aspecto geográfico, um missionário pernambucano mudou o topônimo para Nova Olinda. Pertencente ao município de Santana do Cariri o então o povoado passou à categoria de distrito, por força do decreto nº 1.256, de 4 de dezembro de 1933. Nova Olinda foi elevada a município, pela lei nº 3.555, de 14 de março de 1957 e instalado no dia 26 de abril do mesmo ano.

## Turismo
Nova Olinda reserva aos visitantes boas opções: arqueologia, folclore, artesanato e a natureza. Preserva ainda a Igreja do Padroeiro São Sebastião, exemplo da bela arquitetura de suas construções.
É uma das 65 cidades indutoras de turismo nacional pelo ministério do turismo, sendo uma das quatro cidades localizadas no Ceará:
- Aracati
- Fortaleza
- Jijoca de Jericoacoara
- Nova Olinda